# NGC 5286
NGC 5286, auch bekannt als  Caldwell 84, ist ein Kugelsternhaufen, der sich etwa 35.900 Lichtjahre entfernt in dem Sternbild Zentaur befindet. Der Kugelsternhaufen liegt 4 Bogenminuten nördlich des mit bloßem Auge sichtbaren Sterns M Centauri und wurde von dem Astronomen James Dunlop von Australien aus mithilfe seines 9-Zoll-Teleskops entdeckt und in seinem Katalog aus dem Jahre 1827 beschrieben.
Später wurde er unter anderem in den Caldwell und den New General Catalogue aufgenommen.
Der Kugelsternhaufen ist etwa 29.000 Lichtjahre entfernt vom Zentrum der Milchstraße und befindet sich somit im galaktischen Halo. Er gehört möglicherweise zum Monoceros-Ring – einem Sternenstrom, der vermutlich aus einer dissipierten Zwerggalaxie stammt. Bei NGC 5286 mit einem Alter von 12,54 Milliarden Jahren handelt es sich um einen der ältesten Kugelsternhaufen in der Milchstraße,. Er ist nicht perfekt rund, sondern hat eine projizierte Abplattung von  0,12.
Die Geschwindigkeitsdispersion der Sterne im Zentrum des Kugelsternhaufens ist (8,1 ± 1,0) km/s. Anhand der Sternbewegung wurde die Größe des mittleren Schwarzen Lochs mit weniger als 1 % der Gesamtmasse des Kugelsternhaufens abgeschätzt; die obere Grenze liegt bei der 6000-fachen Sonnenmasse.